# Anželika Sidorovová
Anželika Alexandrovna Sidorovová (rusky Анжелика Александровна Сидорова; * 28. června 1991 Moskva) je ruská atletka, specializující se na skok o tyči.

## Kariéra
První mezinárodní úspěch zaznamenala v roce 2010 na juniorském mistrovství světa v kanadském Monctonu, kde skončila těsně pod stupni vítězů, na 4. místě (405 cm). Jejím dosavadním největším úspěchem je zisk bronzové medaile na halovém evropském šampionátu v Göteborgu v roce 2013, kde si ve finále vytvořila výkonem 462 cm nový osobní rekord.

### Osobní rekordy
- hala – 4,95 m – 29. února 2020, Moskva
- venku – 5,01 m – 9. září 2021, Curych